# Burgstall Kottenheim
Der Burgstall Kottenheim bezeichnet eine abgegangene mittelalterliche Niederungsburg nordwestlich von Kottenheim, einem heutigen Gemeindeteil des Marktes Markt Nordheim im Landkreis Neustadt an der Aisch-Bad Windsheim in Bayern.
Von der ehemaligen Burganlage ist ein relativ großer Turmhügel erhalten. Hier saßen sicherlich die ursprünglich wohl adeligen, „edelfreien“ Herren von Kottenheim des 11./12. Jahrhunderts. Ihre Besitznachfolger waren Ministerialen gleichen Namens oder schon die Ritter „von Seinsheim“. Im 13. Jahrhundert verlegten die Inhaber Kottenheims ihren Burgsitz, strategisch verbessert und der Mode der Zeit entsprechend, in die Höhe und errichteten südwestlich von Markt Nordheim die Höhenburg „Hohenkottenheim“, die bis in die Mitte des 16. Jahrhunderts einer der wichtigsten Familiensitze der Seinsheim war.